# Mompha locupletella
Mompha locupletella é uma espécie de mariposa do gênero Mompha pertencente à família Coleophoridae.